# Harishon Leziyon
Harishon Letziyon (em hebraico:o  primeiro de Sião)
é o título do rabino chefe sefardita de Israel.
A origem do nome é do título do século XVII que foi dado ao rabino-chefe de Jerusalém. Harishon Letziyon era o representante dos judeus no império otomano e o líder dos judeus na palestina.
Em 1921 foi fundado o rabinato principal do então mandato britânico na Palestina cujos chefes são o Rishon Letziyon e o rabino-chefe ashkenazi.
Os rabino com título de Rishon Letziyon mantém-o também depois dos 10 anos de cargo.

## Lista de Rishonim Letziyon
- Ben Ziyon Uziel (תרצ"ט, 1939)
- Isaac Nissim (תשט"ו, 1955)
- Obadia Joseph (תשל"ג, 1973)
- Mordechai Eliyahu (תשמ"ג, 1983)
- Eliyahu Bakshi Doron (תשנ"ג, 1993)
- Salomão Amar (תשס"ג, 2003)